# 曼比季
曼比季（阿拉伯语：منبج），或稱曼比杰，是敘利亞的古城，位於該國北部幼發拉底河以西30公里，由阿勒頗省負責管轄，距離首府阿勒頗74公里，海拔高度460米，該鎮在十二世紀時被十字軍佔領，其後在1175年被薩拉丁奪回，最終在旭烈兀征服阿尤布王朝時被摧毀，2004年人口99,497。

## 敘利亞內戰
2016年5月末，敘利亞民主力量發動曼比季攻勢。2016年8月12日叙利亚民主力量夺回了长期被极端组织伊斯兰国控制下的曼比季城。伊斯兰国劫持了大量平民当肉盾撤离，抵達目的地後才釋放。
2017年2月下旬，東進的敘利亞政府軍抵達曼比季外圍，讓人員和物資往來政府軍控制區與敘利亞民主力量控制區的交通線接通。
2017年3月初，土耳其方面警告庫爾德族武裝離開曼比季，否則將會進攻他們。美國迅速介入，派遣少量美軍進駐曼比季，阻止土耳其向曼比季採取軍事行動。
在美國於2018年12月19日宣佈將會從敘利亞撤出地面部隊後，敘利亞庫族武裝面臨土耳其入侵的威脅，請求敘利亞政府派兵保護。2與此同時庫族武裝撤出該地。2018年末，土耳其军队与其支持的自由叙利亚军控制该地区北部。库尔德人和美军也将继续驻扎于此，此外，俄罗斯也宣称进入了曼比季地区，但遭到美军否认。
2024年12月反對派攻勢期間，該地被土耳其支持的敘利亞國民軍派別奪取。